# Délegyháza
Délegyháza är en ort i Ungern.   Den ligger i provinsen Pest, i den centrala delen av landet, 29 km söder om huvudstaden Budapest. Délegyháza ligger 96 meter över havet och antalet invånare är 2 506.
Terrängen runt Délegyháza är mycket platt. Runt Délegyháza är det ganska glesbefolkat, med 28 invånare per kvadratkilometer. Närmaste större samhälle är Kiskunlacháza, 8,5 km sydväst om Délegyháza. Trakten runt Délegyháza består till största delen av jordbruksmark.